# Espuma de spin
Em física, uma espuma de spin é um grafo quadridimensional feito de faces bidimensionais que representa uma das configurações que devem ser somadas para obter a integral de trajeto de Feynman (integração funcional) descrevendo a formulação alternativa de gravidade quântica conhecida como gravidade em loop ou gravidade quântica em loop.